# Frank Olson
Frank Rudolph Olson (Hurley, Wisconsin, 17 de julio de 1910-Manhattan, 28 de noviembre de 1953) fue un químico y espía estadounidense perteneciente al Ejército de los Estados Unidos. Murió bajo misteriosas circunstancias mientras realizaba una investigación de guerra biológica. Posteriormente, el Gobierno de los Estados Unidos admitió que se le había administrado grandes dosis de LSD sin su conocimiento, por lo que su familia fue indemnizada. La muerte de Olson fue calificada inicialmente como suicidio, pero actualmente está aceptado que fue asesinado.

## Biografía
Frank Olson era un químico de un departamento secreto del ejército, la División de Operaciones Especiales de Fort Detrick, en Frederick (Maryland). Su investigación específica en el ejército es desconocida, pero estaba involucrado en investigación en armas biológicas, y experimentaba con drogas de control mental.
En 1953, como Jefe de Operaciones Especiales de la CIA, Olson se asoció con William Sargant, que investigaba drogas psicoactivas en el Centro de Guerra Biológica del Reino Unido en Porton Down.

### MK ULTRA y la muerte de Olson
De acuerdo con la versión del gobierno estadounidense (que posteriormente cambió), formaba parte de los experimentos de control mental MK ULTRA, en los que Olson fue medicado con LSD sin su conocimiento ni consentimiento, lo que le produjo una severa paranoia y una grave crisis nerviosa. La CIA lo envió a Nueva York a uno de sus psiquiatras, quien recomendó que Olson debería ser internado en una institución mental para recuperarse. 
En su última noche en Manhattan, Olson supuestamente se lanzó desde el undécimo piso de su cuarto del Hotel Pennsylvania, muriendo en el impacto.

### Motivos que involucran la seguridad nacional norteamericana
La naturaleza explosiva de las confesiones de Olson acerca de la tortura hasta la muerte llevada a cabo por la CIA en Alemania y la guerra biológica sobre Corea del Norte, fue revelada por un documental alemán, y se escucha claramente a los hijos de Olson en las conversaciones telefónicas.

### Revelaciones posteriores
Su familia no tenía detalles de su muerte hasta que la Comisión Rockefeller empezó a develar ciertas actividades de la Operación MK Ultra. En 1975, el gobierno admitió que había suministrado grandes dosis de LSD a Olson sin el consentimiento de este. El gobierno ofreció un arreglo extrajudicial de US$750 000, que la familia aceptó. 
En 1994, Eric Olson exigió que el cuerpo de su padre fuera exhumado. El forense a cargo del examen, el profesor de la Universidad George Washington James E. Starrs, determinó que Olson había sufrido alguna forma de  trauma en la cabeza previo a ser expulsado a través de los vidrio rotos de la ventana, y, además, las heridas y laceraciones producidas por el paso a través de los vidrios no habían sangrado, lo que implicaba una lesión post mortem. Esta evidencia es caracterizada en el informe como «fuertemente sugerente» de homicidio. Basándose en estos hallazgos, en 1996 el fiscal de Manhattan abrió una causa de homicidio por la muerte de  Olson, pero no fue capaz de encontrar culpables.
En 2002, la familia hizo una declaración pública en la que acusaba al gobierno estadounidense de mentir a sus ciudadanos y haber asesinado a su padre.